# プリンスエドワード郡 (バージニア州)
プリンスエドワード郡（英: Prince Edward County）は、アメリカ合衆国バージニア州の中央部に位置する郡である。2010年国勢調査での人口は23,368人であり、2000年の19,720人から18.5%増加した。郡庁所在地はファームビル（人口8,216人）であり、同郡で人口最大の都市でもある。

## 歴史

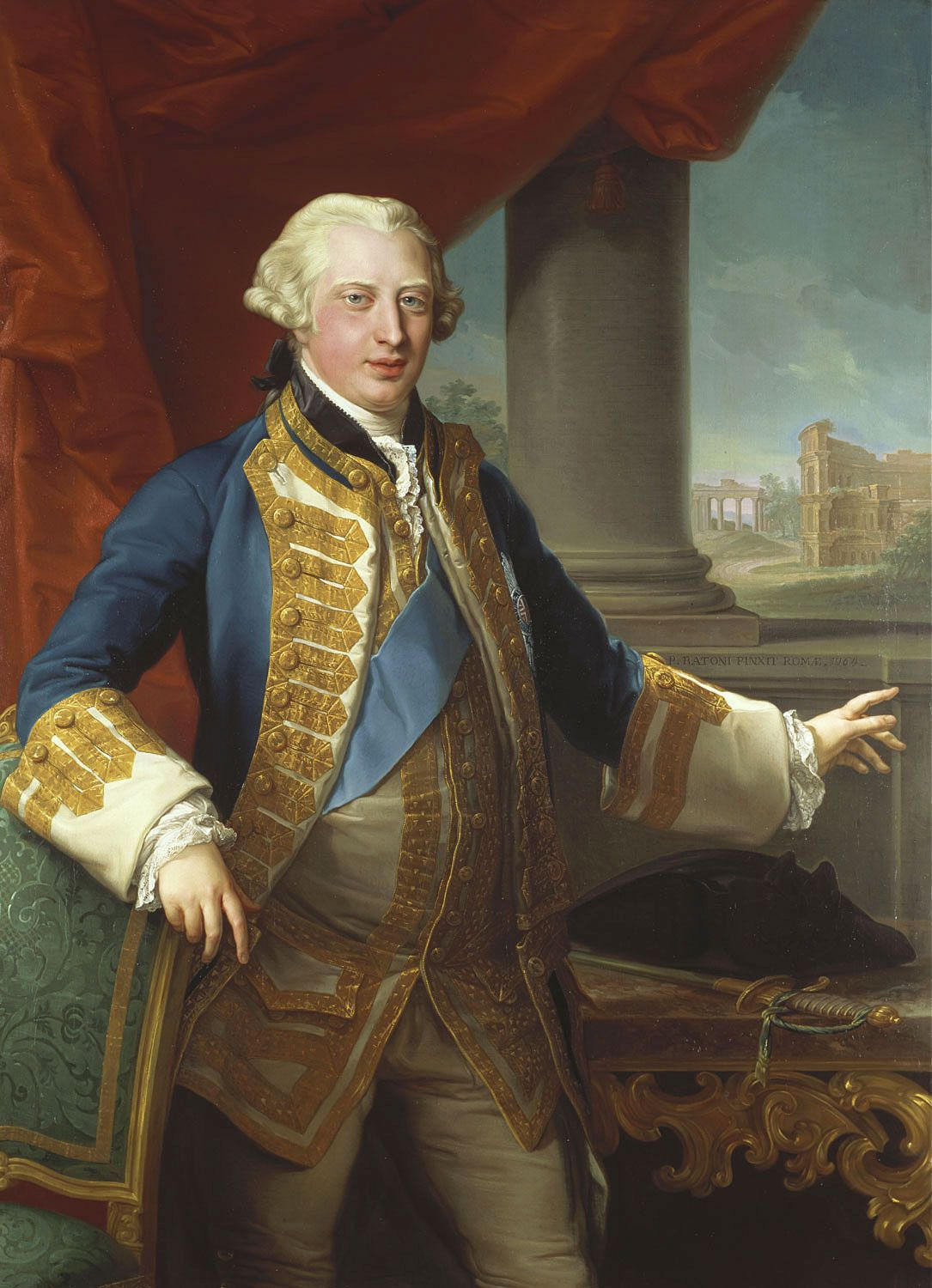
ヨークおよびオルバニー公爵プリンス・エドワード

### 郡の設立と郡庁所在地
プリンスエドワード郡は1754年にアメリア郡から分離して設立された。郡名は皇太子フレデリックの次男、かつイングランド王ジョージ3世の弟だったヨークおよびオルバニー公爵プリンス・エドワードに因んで名付けられた。
当初の郡庁所在地には庁舎があり、プリンス・エドワード・コートハウスと呼ばれた。現在はウォーシャムの村になっている。
アポマトックス川の水源近く、ファームビルの町が1798年に設立され、1912年に法人化された。1871年、郡庁所在地はウォーシャムからファームビルに移された。

### 鉄道
1850年代、ピーターズバーグとリンチバーグの間にサウスサイド鉄道が建設され、バークビルからファームビルを経てパンプリンシティを通った。このルートはファームビルからの寄付で助成され、ハイ・ブリッジと呼ばれることになるアポマトックス川やや下流の橋を高い費用を掛けて造ることになった。
南北戦争の間にサウスサイド鉄道は大きな被害を受けた。南軍のロバート・E・リー将軍がピーターズバーグからアポマトックス・コートハウスまで最後の退却を行うときにハイ・ブリッジが重要な役割を果たした。1865年4月、リー将軍と南軍はアポマトックス・コートハウスでユリシーズ・グラント将軍の北軍に降伏した。
南北戦争後、元南軍将軍のウィリアム・マホーンの指導により、サウスサイド鉄道が再建され、1870年にはノーフォーク・アンド・ピーターズバーグ鉄道およびバージニア・アンド・テネシー鉄道と結ばれて、アトランティック・ミシシッピ・アンド・オハイオ鉄道となった。この鉄道はハンプトン・ローズのノーフォークからブリストルまで、バージニア州南部を横切って400マイル (640 km) の延長となった。アトランティック・ミシシッピ・アンド・オハイオ鉄道は1873年金融恐慌後に債務不履行となり、1880年代初期には新しい所有者に買収されて、ノーフォーク・アンド・ウェスタン鉄道と改名された。1982年、現在のノーフォーク・サザン鉄道の路線に組み込まれた。アポマトックス川に架かるハイ・ブリッジの維持費用が高かったので、ファームビルを通る路線は規格を下げられ、最終的には廃線になった。サウスサイド鉄道を計画したときに構想されていたように、バークビルとパンプリンシティをより直線的に繋ぐ経路にファームビル・ベルトラインが建設されており、こちらには好都合になった。
ファームビルを通る別の鉄道もあった。19世紀後半、狭軌鉄道のファームビル・アンド・ポウハタン鉄道が、ファームビルからカンバーランド郡、ポウハタン郡、チェスターフィールド郡を抜け、バミューダ・ハンドレッドまで建設された。バミューダ・ハンドレッドはジェームズ川とアポマトックス川がシティポイントで合流する所に近く、船舶が航行可能な限界点にあった。この路線は後にタイドウォーター・アンド・ウェスタン鉄道と改名され、20世紀初期には廃線になった。

### デイビス対プリンスエドワード郡教育委員会事件
郡内では「デイビス対プリンスエドワード郡教育委員会事件」の裁判が行われた。この事件は「ブラウン対教育委員会裁判」に取り込まれ、最終的には国内公立学校の人種差別撤廃に繋がっていった。「ブラウン対教育委員会裁判」判決に従った判決の出された5例の中で、「デイビス対プリンスエドワード郡教育委員会事件」は唯一生徒自身が始めたものだった。1951年、ジム・クロウ法の下で人種分離された学校から、生徒が過密とお粗末な状態に抗議して教室から出て行った。
全員が黒人のR・R・モートン高校は、隣接するアメリア郡出身の著名教育者ロバート・ルッサ・モートンに因んで名付けられていた。この高校には体育館、カフェテリア、教師の休憩室も無かった。生徒数が増えたために、ベニヤ板の建物3棟が造られ、外に駐車されている動かないスクールバスで授業を受ける者もいた。教師と生徒には机や黒板も無く、資金を要求する学校の訴えは、全員が白人で構成される教育委員会に否決された。1951年4月23日月曜日、バーノン・ジョンズ牧師の姪で16歳のバーバラ・ジョンズが他の生徒を引き連れ、その状態に抗議してウォークアウトを行った。全米黒人地位向上協会がこの事件を取り上げたのは、生徒達が1票差で、黒人学校の条件改善よりも人種統合された学校を求めると決めた時だった。ハワード大学で訓練を受けた弁護士スポッツウッド・R・ロビンソンとオリバー・ヒルが訴訟を起こした。
「デイビス対プリンスエドワード郡教育委員会事件」では、州裁判所が訴訟を拒否し、被告側弁護士T・ジャスティン・ムーアと、バージニア州は黒人と白人の生徒を平等に扱っていることで合意した。州の裁定はアメリカ合衆国地区裁判所に控訴され、地区裁判所は原告有利の判決を出し、これに対して教育学区と州が控訴した。その後「ブラウン対教育委員会裁判」に取り込まれた5例の1つとなり、1954年に国内の学校人種差別を否定する画期的な判決となった。

### 大量抵抗
1956年、バージニア州議会は大量抵抗を実行に移す一連の法（スタンリー・プラン）を成立させた。これはバージニア州知事と州選出アメリカ合衆国上院議員を歴任したハリー・F・バードが指導するバード機構によって推進された政策であり、「ブラウン対教育委員会裁判」の最高裁判所判決に従うことを避けるものだった。
新しい大量抵抗法の1つで、生徒が選択肢として私立学校に入学できるように「授業料補助」が与えられるプログラムを作った。人種統合を強制されたことへの反応として、これは全員が白人生徒の学校を州が支持することを意味した。新しく造られた学校は「人種分離アカデミー」と呼ばれるようになった。
「ブラウン対教育委員会裁判」の最高裁判所判決およびバージニア州法変更の結果として、1959年、プリンスエドワード郡郡政委員会は郡教育委員会に対する予算割り当てを拒否し、公立学校を人種統合するのではなく、実質的に全て閉鎖した。プリンスエドワード郡公共教育学区は5年間閉鎖されたままだった。国内でもこのような極端な手段に訴えた郡はプリンスエドワード郡のみだった。
プリンスエドワード郡の公立学校に行くことが妨げられている間に、プリンスエドワード財団が創設された。それは郡内の白人の子供達のみを教育する私立学校を設立した。これらの学校は州からの教育費援助と郡からの税額控除に支えられた。これらは集合的にプリンスエドワード・アカデミーと呼ばれ、バージニアの「人種分離アカデミー」の1つになった。プリンスエドワード・アカデミーは事実上教育学区として運営され、郡全体にある多くの施設で幼稚園生から12年生を入学させた。
1959年から1964年、郡内の黒人生徒は他所の学校に行くか、集合的な教育無しで済ますしかなかった。近くの町で親戚と共に住みながら教育を受けるか、教会の地下室に作られた間に合わせの学校で教育を受けた者もいた。ソサイエティ・オブ・フレンドのような団体が集めた資金で、他州で教育を受けた者もいた。最後の学校年度（1963年-1964年）、全米黒人地位向上協会が後援したプリンスエドワード自由学校が、家を離れて他郡で公立学校に行けない黒人の若者を教育することで、歪んだ状態を幾らか改善した。
1963年、連邦裁判所は公立学校を開かれたものにする命令を出した。プリンスエドワード郡はアメリカ合衆国最高裁判所に控訴した。1964年5月、最高裁判所が「グリフィン対プリンスエドワード郡教育委員会事件」で出した判決は、9対0という全会一致の結論であり、プリンスエドワード郡の行動はアメリカ合衆国憲法修正第14条の平等保護条項に違背しているというものだった。郡も州も、告発と投獄という危険を冒すよりも諦める方を選び、バージニアの大量抵抗の時代が終わった。
グリフィス事件判決後の夏、ニューヨーク市立大学クイーンズ校の学生達が、その「自由の夏」プログラムで、南部のプリンスエドワード郡を訪れ、教育機会を否定されてきたアフリカ系アメリカ人の多くの子供達の教師になった。これらボランティアに教えられたサマースクールは「オペレーション・キャッチ・アップ」と呼ばれ、秋に再開される学校に生徒達が備えられることを目指した。多くの生徒は、地元の教会を校舎に使い、郡内著名アフリカ系アメリカ人の家で夏を過ごした。このプログラムに参加した生徒は、モートン博物館の助力で、2009年10月に再会を果たした。
しかし、プリンスエドワード郡がとった行動の結果として、5年間教育を全くあるいは一部受けられなかった生徒がいた。この集団はプリンスエドワード郡の「失われた世代」と呼ばれてきた。

### 1964以降の公共教育
プリンスエドワード郡公共教育学区は現在、人種に関わらず小学校、中学校、高校を各1校運営している。
- プリンスエドワード郡小学校
- プリンスエドワード郡中学校
- プリンスエドワード郡高校

### 1964以降の私立教育
公立学校が再開された後でも、プリンスエドワード・アカデミーは人種差別を続けた。州内の人種差別学校の多くは最終的に閉鎖された。その任務を変え、人種差別政策を排除した学校もあった。国税庁が非営利の人種差別私立学校から非課税状態を停止した後になって人種統合を行った学校もあった。プリンスエドワード・アカデミーがその1例であり、免税は1978年に解除された。1986年、この学校は全て人種や民族に関わりなく生徒を受け入れるようになった。1992年、フークァ・スクールと改名された。

### ロバート・ルッサ・モートン博物館
ファームビルにある元R・R・モートン高校の校舎は、全国的に意義のある町のランドマークとして認識されてきた。1998年には国定歴史建造物に指定された。現在は教育における人権学習センターとしてロバート・ルッサ・モートン博物館が入っている。

## 地理
アメリカ合衆国国勢調査局に拠れば、郡域全面積は354平方マイル (916 km2)であり、このうち陸地353平方マイル (914 km2)、水域は1平方マイル (3 km2)で水域率は0.31%である。郡内に降る雨の大半はジェームズ川の支流であるアポマトックス川に流れるが、郡南東隅ではノットウェイ川からチョウォーン川を経てノースカロライナ州アルベマール湾に流れる。郡内最高地点は、標高714フィート (218 m) のリーズ山である。

### 主要高規格道路
- アメリカ国道15号線
- アメリカ国道360号線
- アメリカ国道460号線
- バージニア州道45号線
- バージニア州道307号線

### 隣接する郡
- カンバーランド郡 - 北
- バッキンガム郡 - 北西
- アメリア郡 - 北東
- アポマトックス郡 - 西
- ノットウェイ郡 - 東
- シャーロット郡 - 南西
- ルーネンバーグ郡 - 南東

## 人口動態
以下は2000年国勢調査による人口統計データである。
| 基礎データ - 人口: 19,720人 - 世帯数: 6,561 世帯 - 家族数: 4,271 家族 - 人口密度: 22人/km2（56人/mi2） - 住居数: 7,527軒 - 住居密度: 8軒/km2（21軒/mi2） 人種別人口構成 - 白人: 62.17% - アフリカン・アメリカン: 35.82% - ネイティブ・アメリカン: 0.18% - アジア人: 0.55% - 太平洋諸島系: 0.10% - その他の人種: 0.23% - 混血: 0.95% - ヒスパニック・ラテン系: 0.94% 年齢別人口構成 - 18歳未満: 20.2% - 18-24歳: 23.5% - 25-44歳: 22.5% - 45-64歳: 19.6% - 65歳以上: 14.2% - 年齢の中央値: 32歳 - 性比（女性100人あたり男性の人口） - 総人口: 95.7 - 18歳以上: 93.2 | 世帯と家族（対世帯数） - 18歳未満の子供がいる: 29.0% - 結婚・同居している夫婦: 46.5% - 未婚・離婚・死別女性が世帯主: 14.9% - 非家族世帯: 34.9% - 単身世帯: 28.9% - 65歳以上の老人1人暮らし: 12.3% - 平均構成人数 - 世帯: 2.43人 - 家族: 2.99人 収入と家計 - 収入の中央値 - 世帯: 31,301米ドル - 家族: 38,509米ドル - 性別 - 男性: 29,487米ドル - 女性: 21,659米ドル - 人口1人あたり収入: 14,510米ドル |

### 貧困
家庭の14.6%、人口の18.9%が貧困線以下にあり、この中には18歳未満人口の24.4％、65歳以上人口の15.9%が含まれている。2007年時点で貧困線以下の人口比率は20.3％となり、州平均の9.9%よりかなり高かった。2000年のインディアンの場合はこれが71.8%だった。12歳から17歳までの子供の数が比較的多く、この年齢では27%となる。
郡内の失業率は10.3%であり、州平均の7.2%と比較して高い。

## 町
- ファームビル - 郡庁所在地
- パンプリンシティ
- プロスペクト

### 国勢調査指定地域
- ハンプデンシドニー
- ロングウッド・ユニバーシティ

### 未編入の町
- メヘリン
- ライス

## 著名な出身者
- ジョセフ・ジョンストン、南軍の将軍